# Божек Юлій Іванович
Юлій Іванович Божек (21 травня 1915 — 30 січня 1994) — український театральний  актор, народний артист УРСР.

## Біографія
Народився 8 (21) травня 1915 року в Одесі. Батько — будівельний робітник, мати — санітарка.
З 1923 року навчався в Одеській школі № 48.
У 1931—1936 роках плавав на суднах Чорноморського морського пароплавства. Спочатку в якості юнги, а потім матроса II-го і I-го класу.
У 1936 році вступив до Одеської акторської кіно-студії.
У 1938 році поступив у Театральне училище, але закінчити його не встиг — перешкодила війна.
У Великій Вітчизняній війні не брав участі через хворобу (туберкульоз легенів). Під час окупації знаходився в Одесі. Заробляв на життя виготовленням ляльок. При цьому ховав у себе сім'ю свого друга єврея.
Після звільнення Одеси 14 квітня 1944 року вступив в Одеський театр юного глядача на посаду актора. Пропрацював в ТЮГу до 1 вересня 1959 року.
У 1959 роки перевівся в Одеський академічний український музично-драматичний театр імені Жовтневої революції.
Помер 30 січня 1994 року в Одесі. Похований на одній з центральних алей 2-го Християнського кладовища.

## Нагороди
- У 1967 році  присвоєно звання "Заслужений артист УРСР".

- У 1973 році присвоєно звання "Народний артист Української РСР"